# هیمالچولی
هیمالچولی که به صورت هیمال چولی نیز نوشته می‌شود دومین کوه بلند مانسیری هیمال واقع در بخش نپالی رشته‌کوه هیمالیا است که در جنوب کوه ۸۱۶۳ متری ماناسلو قرار دارد. این کوه از سه قلهٔ اصلی تشکیل شده است که قلهٔ شرقی (بلندترین قله)، ۷۸۹۳ متر، قلهٔ غربی ۷۵۴۰ متر و قلهٔ شمالی ۷۳۷۱ متر ارتفاع دارند. هیمالچولی در عین حال هجدهمین کوه بلند جهان نیز به شمار می‌رود.

## تاریخچه صعود
نخستین صعود موفقیت‌آمیز به قلهٔ اصلی هیمالچولی در ۱۹۶۰ و توسط کوهنوردان ژاپنی، هیساشی تانابه و ماساهیرو هارادا از جنوب غربی کوه صورت گرفت. همچنین یک گروه ژاپنی دیگر موفق به فتح قلهٔ غربی کوه در سال ۱۹۷۸ شدند. قلهٔ شمالی نیز در سال ۱۹۸۵ توسط گروه کوهنوردی کره و از طریق جبههٔ شمالی فتح شد.